# Bokermannohyla martinsi
Bokermannohyla martinsi é uma espécie de anfíbio da família Hylidae. Endêmica do Brasil, pode ser encontrada na Serra do Caraça, no estado de Minas Gerais.